# 벤데르

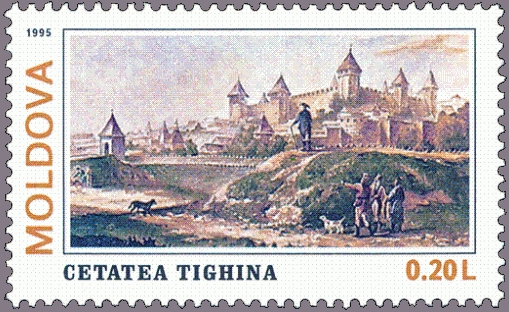
벤데르 성을 소재로 한 몰도바 우표

벤데르(루마니아어: Bender / Бендер) 또는 벤데리(러시아어: Бендеры, Bendery, 우크라이나어: Бендери, Bendery)는 트란스니스트리아에 위치해 있는 도시이다. 또한 벤데르의 인구는 2010년 기준으로 93,751명이다. 벤데르의 주민으로는 러시아인, 몰도바인, 우크라이나인을 비롯한 여러 민족이 있다. 국제적으로는 몰도바의 도시로 인정받고 있지만, 1992년 이후에는 사실상 트란스니스트리아의 실질적 지배 상태에 있다. 다른 이름으로 티기나(루마니아어: Tighina)가 있다.
1986년에 소련 역사 도시(Исторический город СССР), 2012년에는 트란스니스트리아 최초의 '군사 영예 도시(Город воинской славы)'의 칭호를 받았다.

## 도시 이름
1408년 처음 문헌에 등장한 이래, 이 도시는 지배 세력에 따라 여러 차례 이름이 바뀌었다.
- 벤데리 (오스만 제국, 1538년~1812년의 대부분의 기간 동안)
- 티기나 (러시아 제국, 1812년~1828년)
- 벤데리 (러시아 제국, 1828년~1917년)
- 티기나 (루마니아 왕국, 1918년~1940년)
- 벤데리 (소비에트 연방, 1940년~1941년)
- 티기나 (루마니아 왕국, 1941년~1944년)
- 벤데리 (소비에트 연방, 1944년~1991년)
- 벤데리 (트란스니스트리아(사실상), 1992년~)

## 역사
베사라비아의 다른 도시와 같이, 벤데리는 1812년에 오스만 제국으로부터 러시아 제국으로 넘어갔다. 1917년부터 1년 동안 "몰다비아 민주 공화국"의 일부가 되었다가, 곧 루마니아 왕국에 속하여 티기나 주청(州廳) 소재지가 되었다. 제2차 세계 대전 중에는 소속 국가가 자주 변했는데, 1940년부터 1941년까지는 소련, 1941부터 1944년까지는 루마니아 왕국에 속해 있었다. 1944년에 다시 소련령이 되어 1991년까지 계속되었다. 소련령이었을 때에는 몰도바 소비에트 사회주의 공화국에 위치한 4개의 "공화국 도시" 중 하나였다.
벤데르는 트란스니스트리아의 수도인 티라스폴에서 서쪽으로 10km 떨어진 전략적 요지였기 때문에, 트란스니스트리아 전쟁 때는 격전이 벌어졌다. 전쟁이 끝난 1992년 이후부터는 완충 지대에 위치하고 있으나, 사실상 트란스니스트리아의 실효 지배 상태에 있다. 몰도바 측은 벤데르 북쪽의 바르니차(Varniţa)와 남동쪽의 코판카(Copanca)를 지배하고 있고, 트란스니스트리아 측은 벤데르 서쪽의 프로테아가일로브카(Proteagailovca), 남서쪽의 그스카(Gîsca), 키츠카니(Chiţcani), 크레멘치우그(Cremenciug)를 지배하고 있다.

## 주민
시내 인구 93,751명(2010년)으로, 트란스니스트리아 제2의 도시이다. 이웃한 프로테아가일로프카(Proteagailovca)의 인구는 3,142명이다.
민족별 구성은 2004년 현재 러시아인 43.45%, 몰도바인 25.03%, 우크라이나인 17.98% 등이다. 그 외 불가리아인, 가가우즈인도 1% 이상의 비율을 차지한다. 트란스니스트리아에서 벤데리는 두버사리나 그리고리오폴과 같이 몰도바인이 비교적 많은 도시 가운데 하나이다.

## 교통

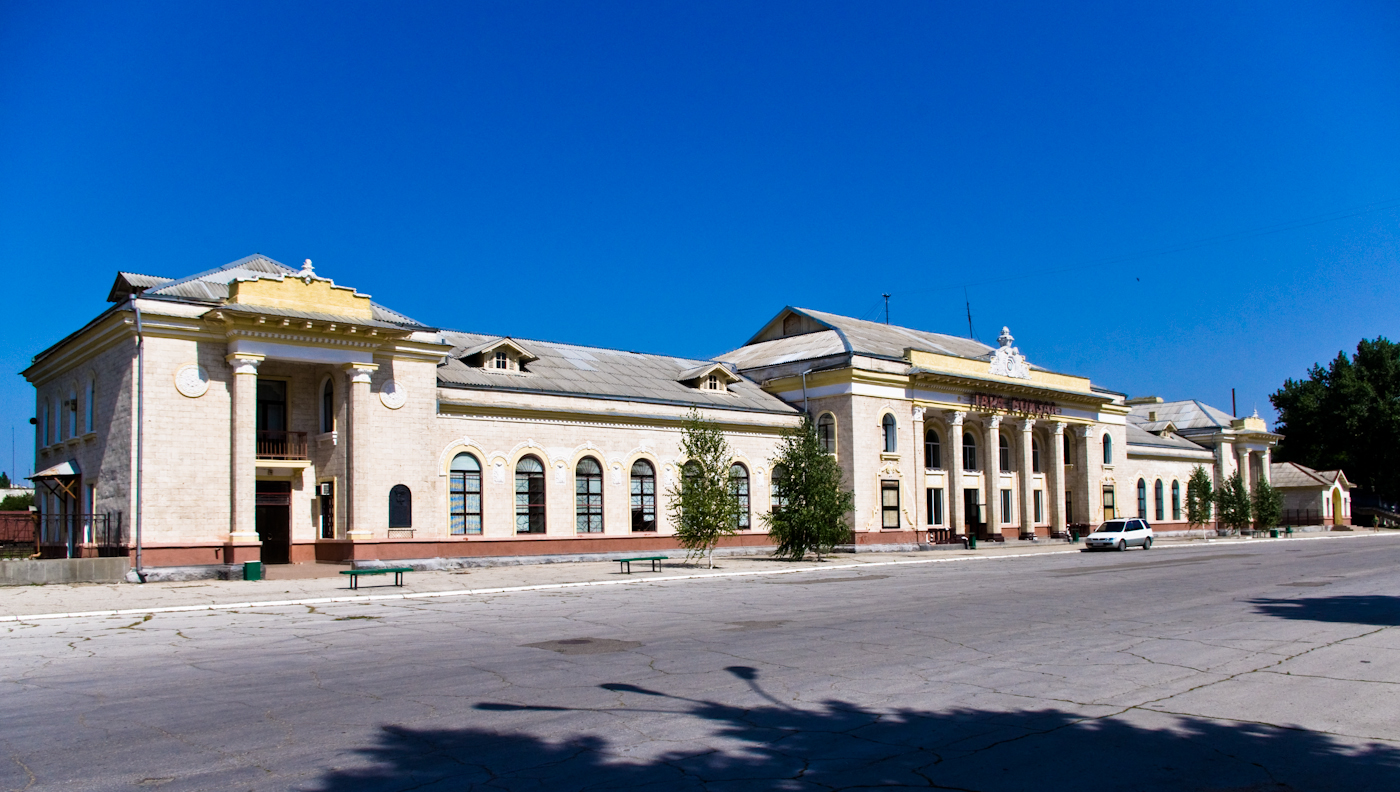
벤데르 1역

트롤리버스는 1993년에 티라스폴과 연결되어, 길이 33.3km에 달한다. 시내노선 5개와 장거리노선 1개가 있다. 버스 노선은 빈약한 편으로, 주변 마을과 연락하는 노선이 있을 뿐이다. 철도역은 벤데리 1역, 벤데리 2역, 벤데리 3역 등 3곳이 있으며, 티라스폴 및 키시너우와 연결된다.

## 기후
| Bendery의 기후           | Bendery의 기후 | Bendery의 기후 | Bendery의 기후 | Bendery의 기후 | Bendery의 기후 | Bendery의 기후 | Bendery의 기후 | Bendery의 기후 | Bendery의 기후 | Bendery의 기후 | Bendery의 기후 | Bendery의 기후 | Bendery의 기후 |
| 월                       | 1월            | 2월            | 3월            | 4월            | 5월            | 6월            | 7월            | 8월            | 9월            | 10월           | 11월           | 12월           | 연간           |
| ------------------------ | -------------- | -------------- | -------------- | -------------- | -------------- | -------------- | -------------- | -------------- | -------------- | -------------- | -------------- | -------------- | -------------- |
| 일평균 최고 기온 °C (°F) | 0.5 (32.9)     | 1.6 (34.9)     | 6.3 (43.3)     | 14.7 (58.5)    | 20.9 (69.6)    | 24.6 (76.3)    | 26.5 (79.7)    | 26.2 (79.2)    | 21.8 (71.2)    | 15.2 (59.4)    | 8 (46)         | 3.3 (37.9)     | 14.1 (57.4)    |
| 일일 평균 기온 °C (°F)   | −2.4 (27.7)    | −1.3 (29.7)    | 2.9 (37.2)     | 10.2 (50.4)    | 16.1 (61.0)    | 19.8 (67.6)    | 21.6 (70.9)    | 21 (70)        | 16.7 (62.1)    | 10.8 (51.4)    | 4.8 (40.6)     | 0.5 (32.9)     | 10.1 (50.1)    |
| 일평균 최저 기온 °C (°F) | −5.3 (22.5)    | −4.1 (24.6)    | −0.4 (31.3)    | 5.8 (42.4)     | 11.4 (52.5)    | 15.1 (59.2)    | 16.7 (62.1)    | 15.9 (60.6)    | 11.7 (53.1)    | 6.4 (43.5)     | 1.7 (35.1)     | −2.2 (28.0)    | 6.1 (42.9)     |
| 평균 강수량 mm (인치)    | 35 (1.4)       | 36 (1.4)       | 30 (1.2)       | 36 (1.4)       | 48 (1.9)       | 68 (2.7)       | 65 (2.6)       | 42 (1.7)       | 43 (1.7)       | 26 (1.0)       | 37 (1.5)       | 37 (1.5)       | 503 (20)       |
| 출처: CLIMATE-DATA.ORG   |                |                |                |                |                |                |                |                |                |                |                |                |                |

## 기타
FC 디나모 벤데르 축구클럽이 이 도시에 연고를 두고 있다.

## 역대 시장
- 뱌체슬라프 코구트 (Вячеслав Васильевич Когут)
- 발레리 케르니추크 (Валерий Иванович Керничук) - 2012년 2월 9일 ~ 2012년 11월 15일[3]
- 유리 게르바쥬크 (Юрий Витальевич Гервазюк) - 2013년 1월 24일[4] -

## 유명인
- 레프 시모노비치 베르크, 소비에트 연방의 유대인 동물학자 및 지리학자
- 타마라 부치우체아누, 루마니아의 배우
- 미하일 그리고리예비치 체르냐예프 - 러시아의 장군
- 에밀 콘스탄티네스쿠, 루마니아의 전 대통령
- 예르지 네이만, 폴란드의 통계학자
- 예브게니 콘스탄티노비치 표도로프, 러시아의 지구 물리학자
- 이울리우 필리포비치 에들리스, 극작가, 작가
- 안나 파블로브나 탄스카야, 가수

## 자매결연도시
- 모잠비크 베이라
- 압하지야 오참치라
- 트란스니스트리아 두버사리